# Гассман, Алессандро
Алессандро Гассман (итал. Alessandro Gassmann; род. 24 февраля 1965, Рим) — итальянский актёр и кинорежиссёр.

## Биография
Гассманн родился в Риме в семье итальянского актёра Витторио Гассмана и французской актрисы Жюльет Майниель. Он имеет итальянские, немецкие, еврейские и французские корни.
Алессандро дебютировал в кино в 17 лет в автобиографическом фильме «От отца к сыну», где стал соавтором сценария и сорежиссёром своего отца, под руководством которого он позднее учился в Театральной мастерской Флоренции. В 1984 году он вышел на театральную сцену в спектакле «Аффабуляция» по пьесе Пазолини.
С 1998 года Гассман женат на актрисе Сабрине Кнафлиц. У них есть сын Лео (род. 22 ноября 1998), ставший певцом и автором песен.

## Избранная фильмография
- Золотые яйца (1993) — Мигель[7]
- Месяц у озера (1995) —  Витторио Бальсари
- Турецкая баня (1996) — Франческо
- Перевозчик 2 (2005) — Джанни Челлини
- День рождения Дэвида (2009) — Диего
- В семье не без священника (2015) —  отец Пьетро
- Кошка-Золушка (2017) — Примо
- Срок времени (2023) — Пьетро